# ココモ (バンド)
ココモ（Kokomo）は、イギリスのファンク・バンド。アヴェレイジ・ホワイト・バンドと並ぶ、1970年代英国ファンクの代表的バンドの一つ。

## 来歴
ジョー・コッカーのバック・バンドとしても知られるグリース・バンドで活動していたニール・ハバードとアラン・スペナーが、アライヴァルというリヴァプール出身のバンドのメンバーと合流して、1973年5月に結成された。バンド名は、アレサ・フランクリンが1972年に発表した楽曲「ファースト・スノウ・イン・ココモ」にちなんでいる。1974年にはアルヴィン・リーのライブでバックを務めた。この時共演したメル・コリンズ（元キング・クリムゾン）も、ほどなくココモの正式メンバーとなった。
1975年、クリス・トーマスのプロデュースによるデビュー・アルバム『ファンキー・マシーン★ココモ1号』を発表。同作は、本国イギリスではチャート・インを果たせなかったが、アメリカではビルボードのR&Bチャートで34位、総合チャートのBillboard 200では159位に達した。1975年7月28日には、ボブ・ディランのアルバム『欲望』のためのレコーディング・セッションにバンド全員が参加するが、この日の録音のうち『欲望』に収録されたのは「ドゥランゴのロマンス」だけで、他の5曲はアウトテイクとなった。
その後、メンバー・チェンジを経てバンドは8人編成となる。1976年、マイアミ録音のセカンド・アルバム『ライズ・アンド・シャイン』を発表するが、同作を最後にココモは一度解散した。
1982年、再結成アルバム『ココモ』発表。その後も断続的に再結成されるが、中心人物の一人アラン・スペナーは1991年に死去。

## メンバー

### オリジナル・メンバー
- ニール・ハバード - ギター
- アラン・スペナー - ボーカル、ベース
- トニー・オマリィ – ボーカル、キーボード
- メル・コリンズ - サックス
- ジミー・ミューレン – ギター、1975年脱退
- テリー・スタンナード – ドラムス、1975年脱退
- ジョディ・リンスコット – パーカッション、1975年脱退
- フランク・コリンズ – ボーカル
- ダイアン・バーチ – ボーカル
- パディ・マクヒュー – ボーカル

### その他
- ジョン・サスウェル – ドラムス、『ライズ・アンド・シャイン』に参加
- トニー・ベアード – ドラムス、『ココモ』に参加

## ディスコグラフィ

### アルバム
- 『ファンキー・マシーン★ココモ1号』 - Kokomo (1975年)
- 『ライズ・アンド・シャイン』 - Rise and Shine! (1976年)
- 『ココモ』 - Kokomo (1982年)
- 『ライヴ・イン・コンサート』 - Live in Concert, 1975 (1998年)
- 『トゥ・ビー・クール』 - To Be Cool (2004年) ※1974年のデモ録音を収録
- 『Live at The Venue...1981』 (2014年) ※ココモの公式サイトのみで販売。廃盤